# Aleksandr Li
Aleksandr Li (kazakiska: Александр Ли), född 17 januari 1974, är en kazakisk bågskytt. Han deltog vid olympiska sommarspelen 2000.